# Корона на безсмъртието
Короната на безсмъртието е литературна и религиозна метафора, традиционно представена в изкуството първо като лавров венец, а по-късно като символичен кръг от звезди (често корона, тиара, хало или ореол). Короната се появява в редица барокови иконографски и алегорични произведения на изкуството, за да покаже безсмъртието на носителя.

## Корони от венци

### Древен Египет
В Древен Египет „короната на оправданието“ е венец, поставен върху починалия, за да представи победата над смъртта в отвъдното, в подражание на възкръсналия бог Озирис. Направен е от различни материали, включително лавър, палма, пера, папирус, рози или благородни метали, с многобройни примери, представени на Фаюмските портрети от римския императорски период.

### Древна Гърция
В Древна Гърция венец от лавър или маслина се присъжда на победители спортисти и по-късно поети. Сред римляните генералите, празнуващи официален триумф, носели лавров венец, чест, която по време на Империята била ограничена до императорското семейство. Поставянето на венеца често се наричаше „коронясване“ и връзката му с безсмъртието е била проблематична; трябвало е да осигури безсмъртието на носителя под формата на трайна слава, но на триумфаторът също е напомнено за мястото му в смъртния свят: традиционните tableaux (модели, често роби, представящи сцена от история; живи картини) шепнат непрекъснато в ухото на генерала на латински: Memento mori – „Помни, че си смъртен". Погребалните венци от златни листа са свързани особено с посветени в религиозните мистерии.
- Поклонник на Аполон, Кипър, 475 – 450 г. пр. н.е.
- Златен венец от Могиланска могила[4]
- Златен венец от Древна Македония

### Ранно християнство
От раннохристиянската епоха изразът „венец на безсмъртието“ е широко използван от отците на църквата при писания за мъченици; безсмъртието вече бива както на репутацията на земята, така и на вечния живот на небето. Обичайният визуален атрибут на мъченик в изкуството е палмова клонка, а не венец. Фразата може да произхожда от библейски препратки или от инциденти като този, докладвани от Евсевий Кесарийски (Bk V от История), описващи преследването в Лион през 177 г., в което той се позовава на буквални корони, а също така внася атлетична метафора за „короната на победителя“ в края.
- Детайл от „Христос, носещ кръста“, изобразява Исус с трънна корона, худ. Ел Греко (1580)
- Таван на кралските стълби на двореца Фонтенбло, Франция
- „Алегория на Божественото Провидение и силата на Барберини“, от Пиетро да Кортона (1633 -1639)